# Karel Žádník
Karel Žádník (18. července 1847 Velká Bystřice – 26. prosince 1923 Buchlovice) byl český malíř a kreslíř.

## Život
Karel Žádník se narodil ve Velké Bystřici v početné rodině hospodského Floriána Žádníka. Své vzdělání začal v obecné škole, ale záhy poté, co školu začal, zemřeli jeho oba rodiče a on a jeho sourozenci byli odkázáni na příbuzné. V roce 1857 začal studovat měšťanskou školu v Olomouci a už tehdy se u něj projevil značný výtvarný talent. V dalším studiu pokračoval patrně na gymnáziu, avšak studium nedokončil a absence maturitní zkoušky vyústila v pozdější problémy při usilování o přijetí na vídeňskou Akademii. V letech 1863–1864 se stal učněm písmomalířství v brněnské knihtiskárně, kde se seznámil s Karlem V. Klíčem. Díky tomuto přátelství mohl Žádník přispívat svými ilustracemi do mnohých humoristicko-satirických časopisů a několik ilustrací vytvořil pro časopisy „Veselé listy“, „Paleček“ a rovněž i v zahraničí přispěl svými kresbami do několika časopisů. Společně s Klíčem rovněž experimentovali v oblasti grafiky, jež vyústilo v roce 1870 k objevu heliogravury. Roku 1878 byla tato grafická technika patentována pouze na jméno Karla Václava Klíče, ale Karel Žádník nebyl v patentu uveden ani jako spoluautor a byla mu vyplacena pouze jednorázová finanční odměna. Vzhledem k nedokončené maturitní zkoušce a na přímluvu prof. Eugena Felixe byl přijat na vídeňskou malířskou akademii k mimořádnému studiu
v oboru historického malířství, které studoval po dobu šesti let pod vedením prof. Karla Wurzingera. Jelikož však byl mimořádným studentem a nemohl na konci studia obdržet diplom, z akademie odešel, ale dál však pokračoval ve studiu v atelieru Eugena Felixe. V době, kdy studoval na Vídeňské akademii, se seznámil mimo jiných i s Josefem Matyášem Trenkwaldem. Během působení ve Vídni měl Žádník krom jiných i nespočet ilustrátorských zakázek, včetně nabídky, aby jeho ilustrace doprovázely vybrané učebnice přírodopisu. Roku 1874 opustil Vídeň a navštívil svého bratra Karla na Velehradu a záhy se na Moravě usadil natrvalo. Nejprve byl zaměstnán u Leopolda Berchtolda jako učitel kreslení a malování jeho dětí, aby vytvářel kopie rodinných děl, zabýval se restaurátorstvím a v neposlední řadě i vlastní tvorbou.
Se svými zaměstnavateli často cestoval do zahraničí. Například navštívili Maďarsko, Rumunsko a Slovensko. V roce 1881 opustil Buchlovice a vrátil se zpět do Vídně, kde byl po dobu šesti let zaměstnán jako učitel kreslení a malby u šlechtického rodu Larischů. Dále pracoval pro rod Liechtensteinů, pro něž vytvářel kopie děl starých mistrů. Kolem roku 1880 začal trpět tuberkulózou a díky svým zaměstnavatelům odjel na nějaký čas na liechtensteinské panství Ithio v rumunských Karpatech. Po asi šestiletém pobytu v Rumunsku se vrátil do Buchlovic do služeb rodu Berchtoldů a nadále působil jako učitel kreslení a malby pro potomky hrabat a rovněž jako kopista starších obrazů. Vznik Československa a doba po roce 1918 Žádníkovi znepříjemnili život a bylo mu vyčítáno nejen jeho studium ve Vídni, ale i jeho služby pro rakouskou šlechtu. V roce 1921 vycestoval se svým přítelem Františkem Kretzem do Čičman, kde v té době působil Joža Uprka s nímž se rovněž setkal. Karel Žádník zemřel na sklonku roku 1923 v Buchlovicích a byl pohřben na místním hřbitově.

## Galerie

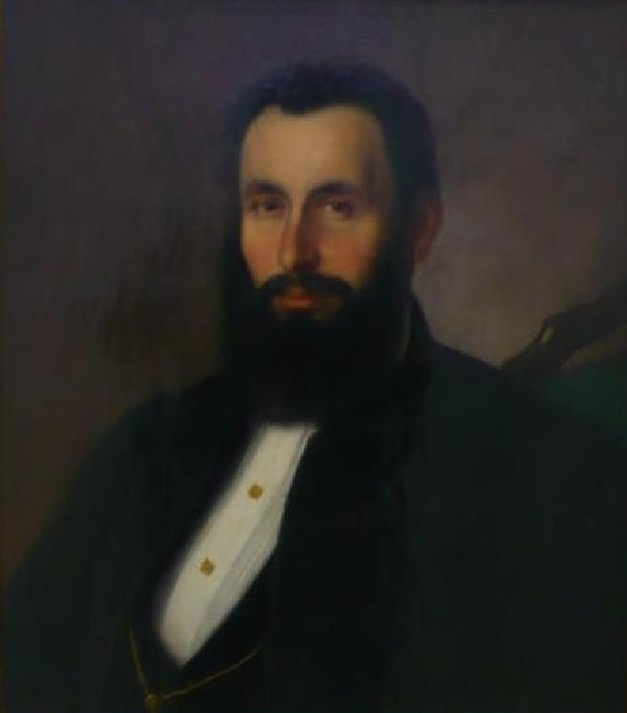
Portrét šlechtice (1880)
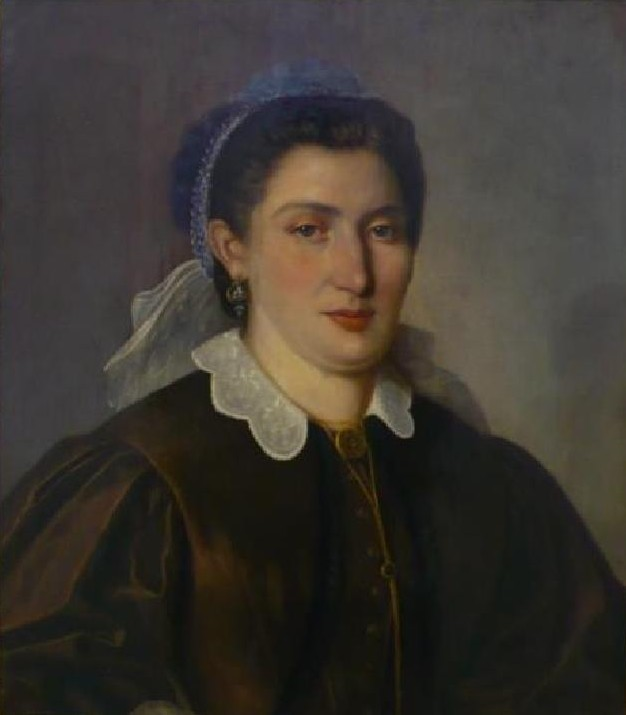
Portrét šlechtičny (1880)
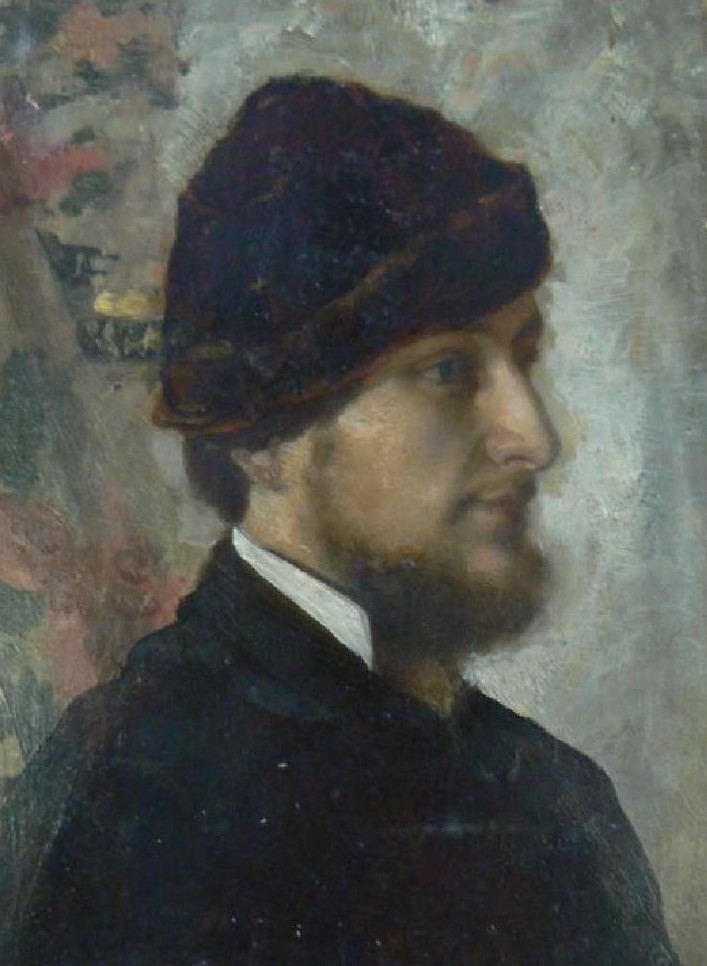
Hlava muže s koženou čepicí
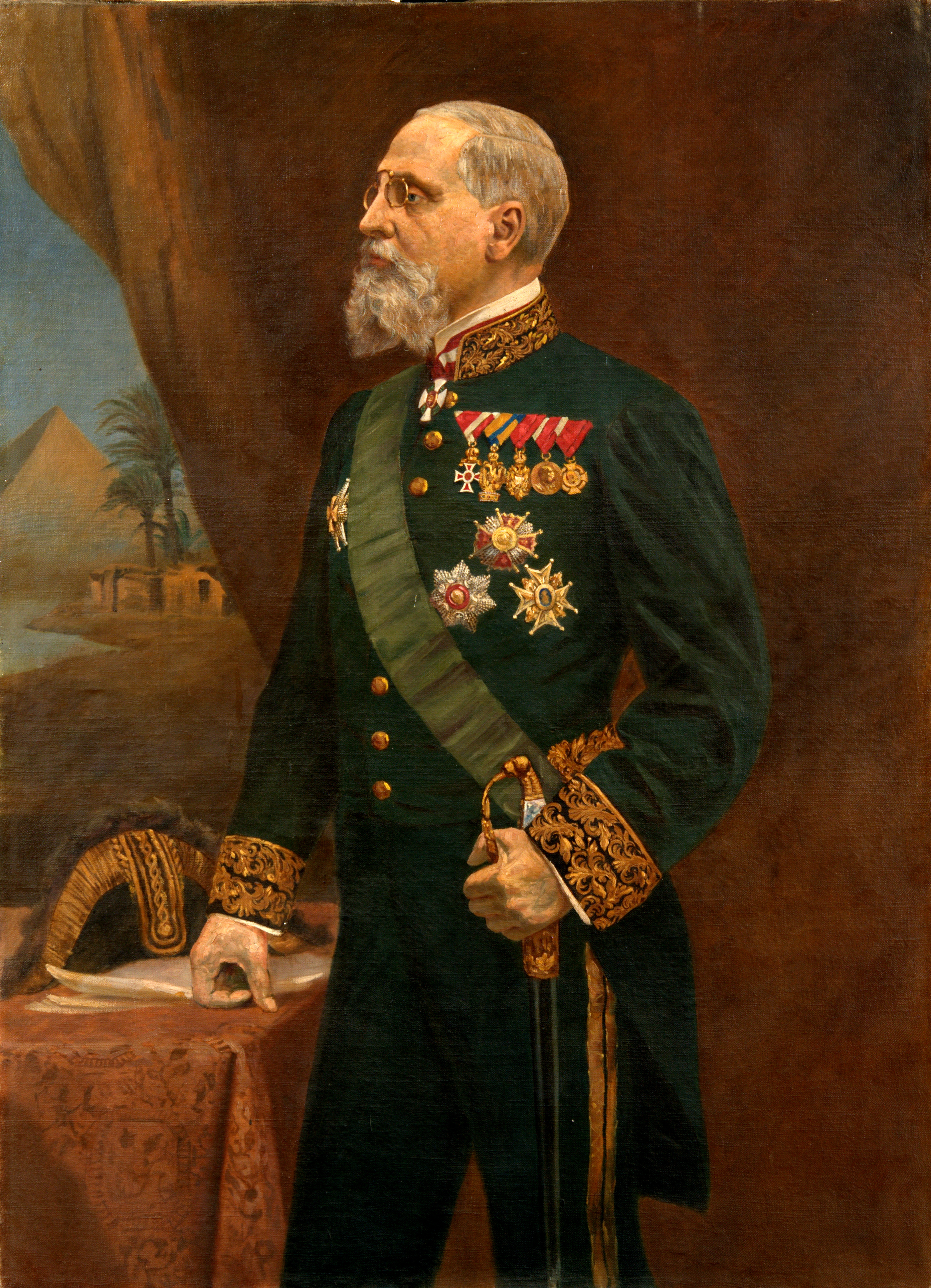
Portrét Huga II. Hraběte Logothettiho (1912)
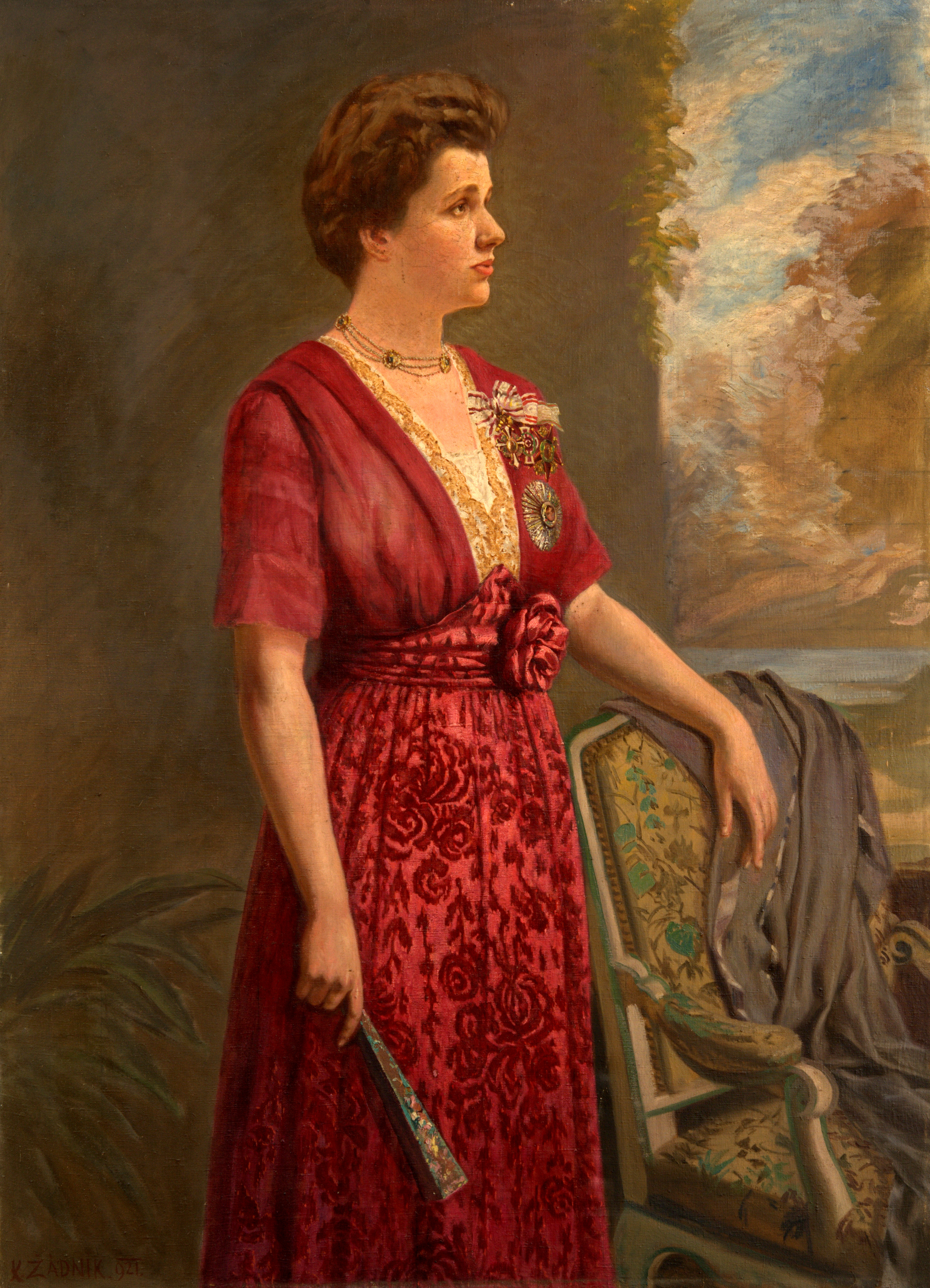
Portrét Friedy hraběnky Logothetti rozené baronesi Zwiedinek ze Südenhorstu
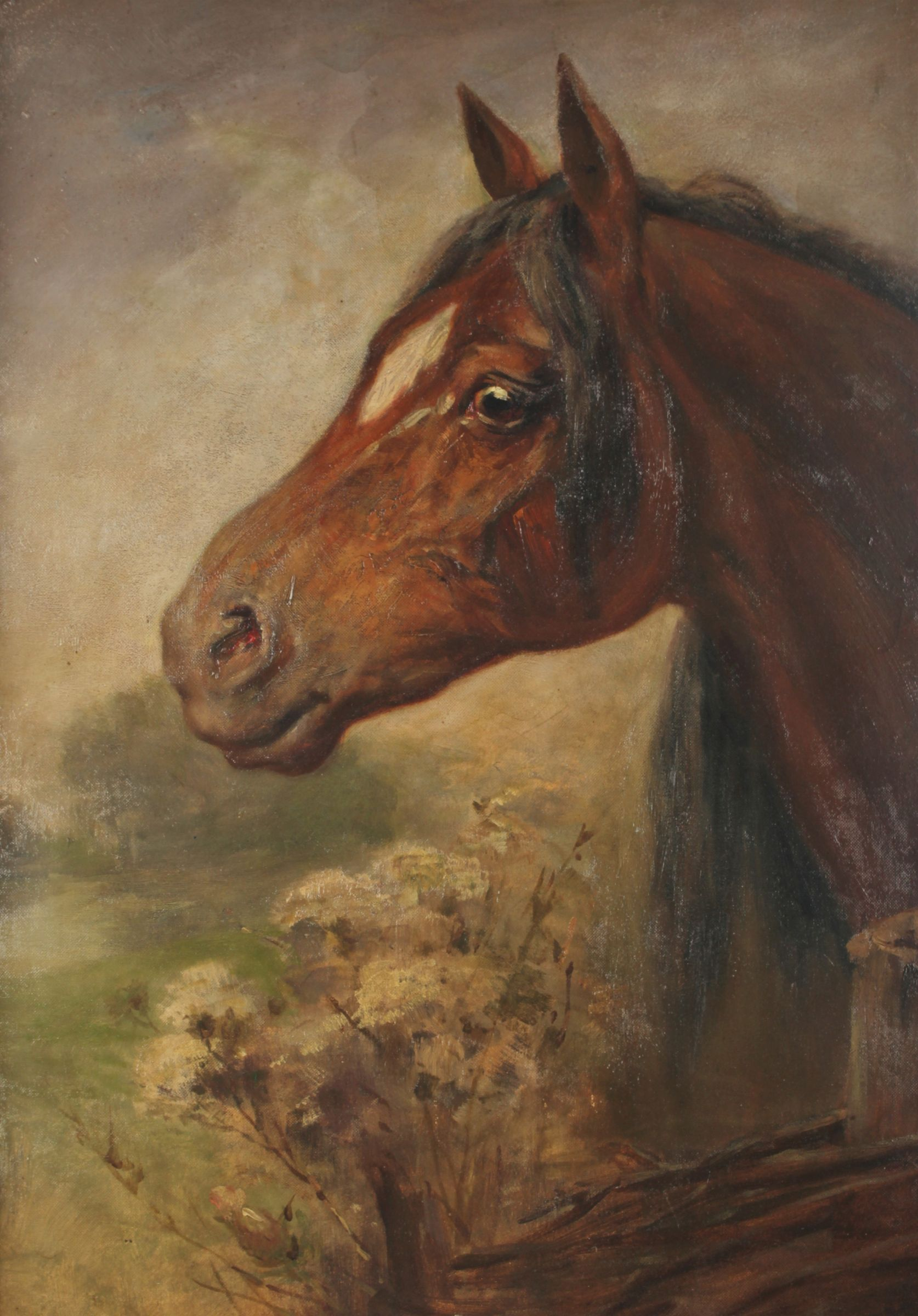
Hlava koně
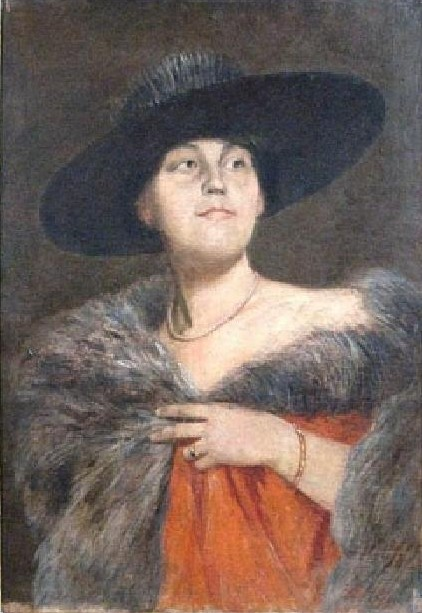
Žena v klobouku (1919)
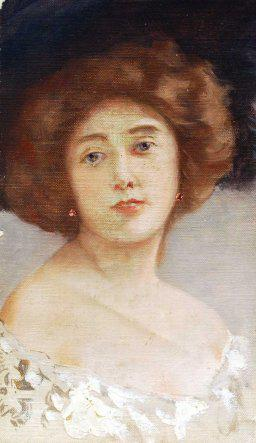
Portrét dívky
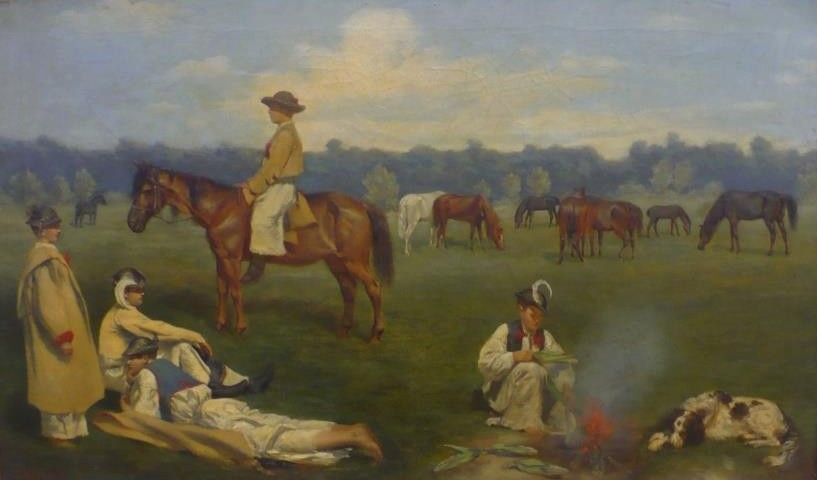
Pasení koní na veselských loukách (1881)
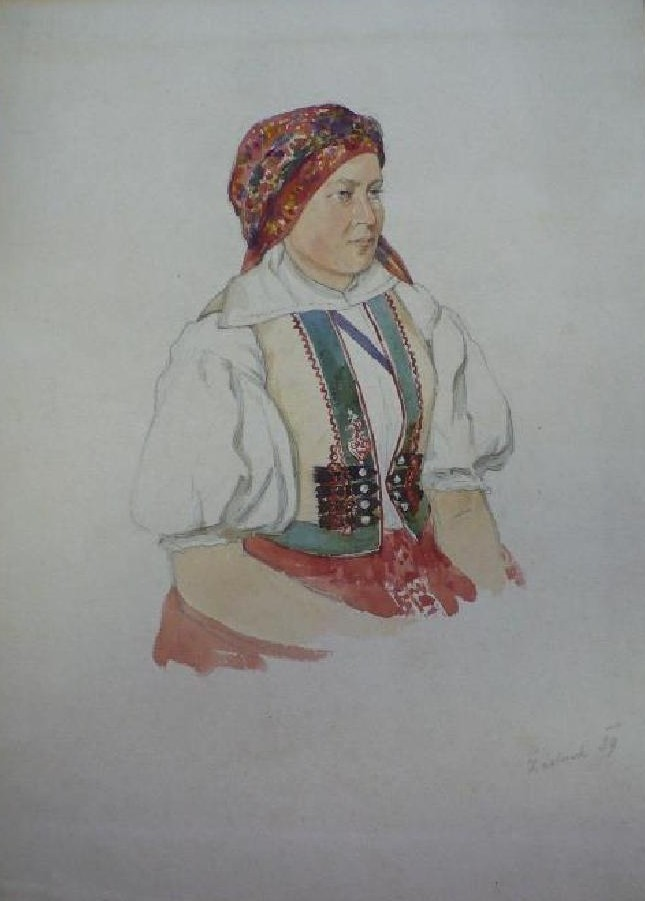
Veličinka (1889)
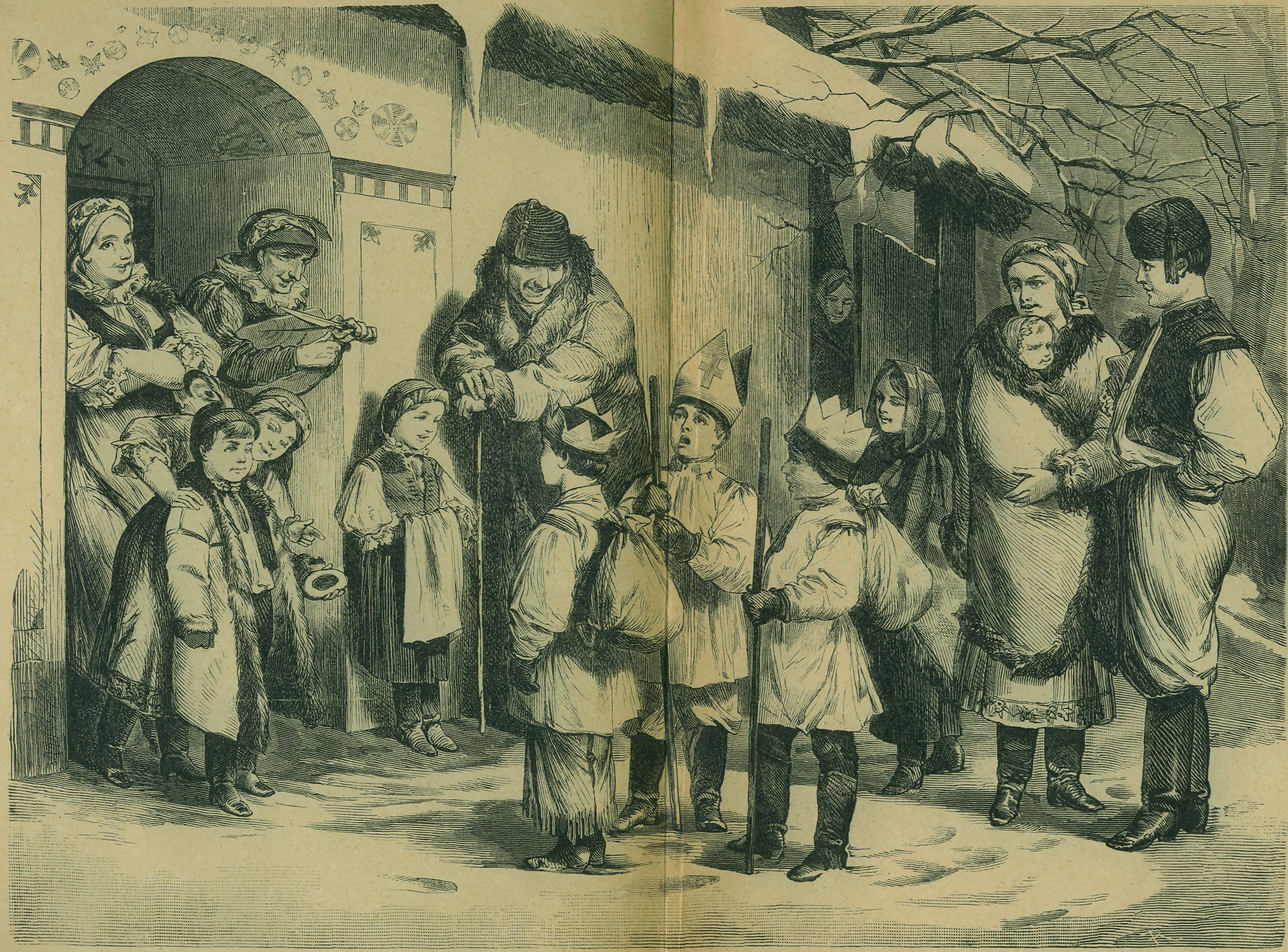
Tři králové na Slovácku (1870)